# 15-й Венецианский кинофестиваль
15-й Венецианский международный кинофестиваль проходил в Венеции, Италия, с 22 августа по 7 сентября 1954 года.

## Жюри
- Иньяцио Силоне (председатель жюри, Италия),
- Бенгт Идестам-Альмкист (Швеция),
- Кебк Иждт (Франция),
- Карлос Фернандез Куенка (Испания),
- Роджер Мэнвелл (Великобритания),
- Марио Громо,
- Паскуле Ожетти,
- Пьеро Реньоли,
- Филиппо Сакки.

## Конкурсная программа
- Римлянка, режиссёр Луиджи Дзампа
- Не тронь добычу, режиссёр Жак Беккер
- Ромео и Джульетта, режиссёр Ренато Кастеллани
- Воздух Парижа, режиссёр Марсель Карне
- Номер для директоров, режиссёр Роберт Уайз
- Отец Браун, режиссёр Роберт Хеймер
- В порту, режиссёр Элиа Казан
- Управляющий Сансё, режиссёр Кэндзи Мидзогути
- Чувство, режиссёр Лукино Висконти
- Семь самураев, режиссёр Акира Куросава
- Дорога, режиссёр Федерико Феллини

## Награды
- Золотой лев: Ромео и Джульетта, режиссёр Ренато Кастеллани
- Серебряный лев:
  - Дорога, режиссёр Федерико Феллини;
  - В порту, режиссёр Элиа Казан;
  - Управляющий Сансё, режиссёр Кэндзи Мидзогути;
  - Семь самураев, режиссёр Акира Куросава
- Кубок Вольпи за лучшую мужскую роль: Жан Габен — Воздух Парижа
- Кубок Вольпи за лучшую женскую роль: не присуждалась